# 甜果藤属
甜果藤属（学名：Mappianthus），也称为定心藤属，是茶茱萸科下的一个属，为攀援状灌木植物。该属共有2种，一种产自加里曼丹，一种产自中国南部及西南部。

## 物种
本属包括以下物种：
- Mappianthus hookerianus (Baill.) Sleumer
- 定心藤 Mappianthus iodoides Hand.-Mazz.
- Mappianthus tomentosus D.Fang